# 피터 앤드리
피터 앤드리(Peter Andre, 1973년 2월 27일 ~ )는 오스트레일리아의 싱어송라이터이다.